# Blindside
Blindside ist eine christliche Post-Hardcore-Band aus Stockholm. Ihre Musik wird oft auch als Alternative Rock bezeichnet, was nicht falsch ist, doch den Bandmitgliedern „ist es grundsätzlich nicht wichtig, in ein bestimmtes Genre kategorisiert zu werden“. Dennoch ist die Bezeichnung Post-Hardcore laut Sänger Christian Lindskog „am meisten angebracht“. Gegründet wurde die Band – inspiriert durch amerikanischen Metal, Grunge und der damaligen Alternative-Rock-Szene – 1994 unter dem Namen Underfree und nannte sich 1996 in Blindside um.

## Stil

### Musik
Die Musik von Blindside kann dem Post-Hardcore zugeordnet werden, da auch verlangsamte Blast-Beats des Schlagzeugs und Breakdowns der Gitarren auftauchen, wobei während der Breakdowns Christian Lindskog weitersingt.

### Texte
Sänger Christian Lindskog wird nach eigenen Angaben von vielen unterschiedlichen Personen inspiriert. So handelt der Song Yemkela (aus The Great Depression) u. a. von einem 10-jährigen Jungen. Die Liedtexte sind meistens depressiv und „dunkel“, besonders trifft dies auf das Album The Great Depression zu. Lindskog war auf einem Missionseinsatz und sah das Elend in Afrika – daraufhin ist er in „eine tiefe Depression“ gefallen. Im Gegensatz hierzu schreibt Lindskog allerdings auch Lieder, welche vermitteln sollen, dass es trotzdem immer einen Weg gibt, Beispiel hierfür ist das Lied My Alibi.
Christian Lindskog zeichnet sich dadurch aus, dass er in einigen Liedern von seinem Glauben singt. So heißt es in Silence: „They won’t see the fire you have lit inside of me“ (in etwa: „Sie werden das Feuer, das du in mir entflammt hast, niemals sehen.“).

## Diskografie

### Alben
- 1997: Blindside (Solid State)
- 2000: A Thought Crushed My Mind (Solid State)
- 2002: Silence (Elektra)
- 2004: About a Burning Fire (Elektra)
- 2005: The Great Depression (DRT)
- 2007: The Black Rose EP
- 2011: With Shivering Hearts We Wait

### Musikvideos
- King of the Closet
- Pitiful
- Sleepwalking
- All of Us
- About a Burning Fire
- Fell in Love With the Game
- When I Remember